# Cá sấu México
Cá sấu Mêxico (tên khoa học Crocodylus moreletii) là một loài cá sấu trong họ Crocodylidae. Loài này được Duméril & Bibron mô tả khoa học đầu tiên năm 1851.

## Hình ảnh

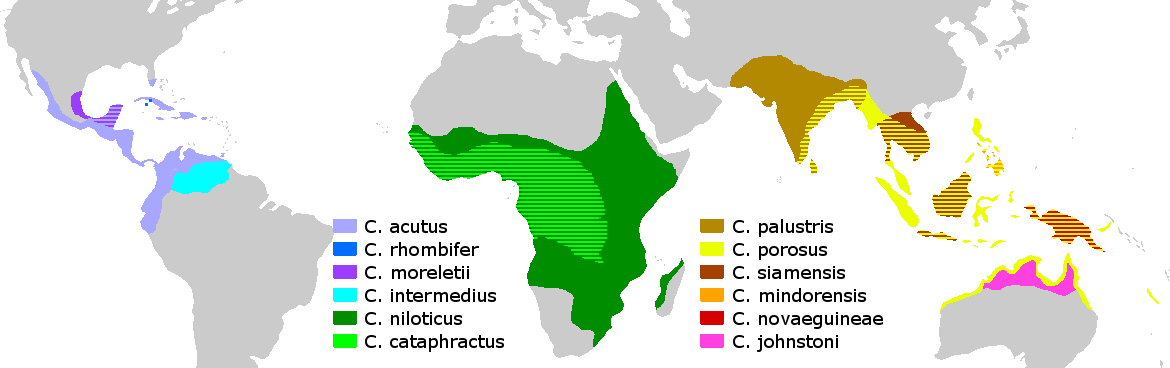
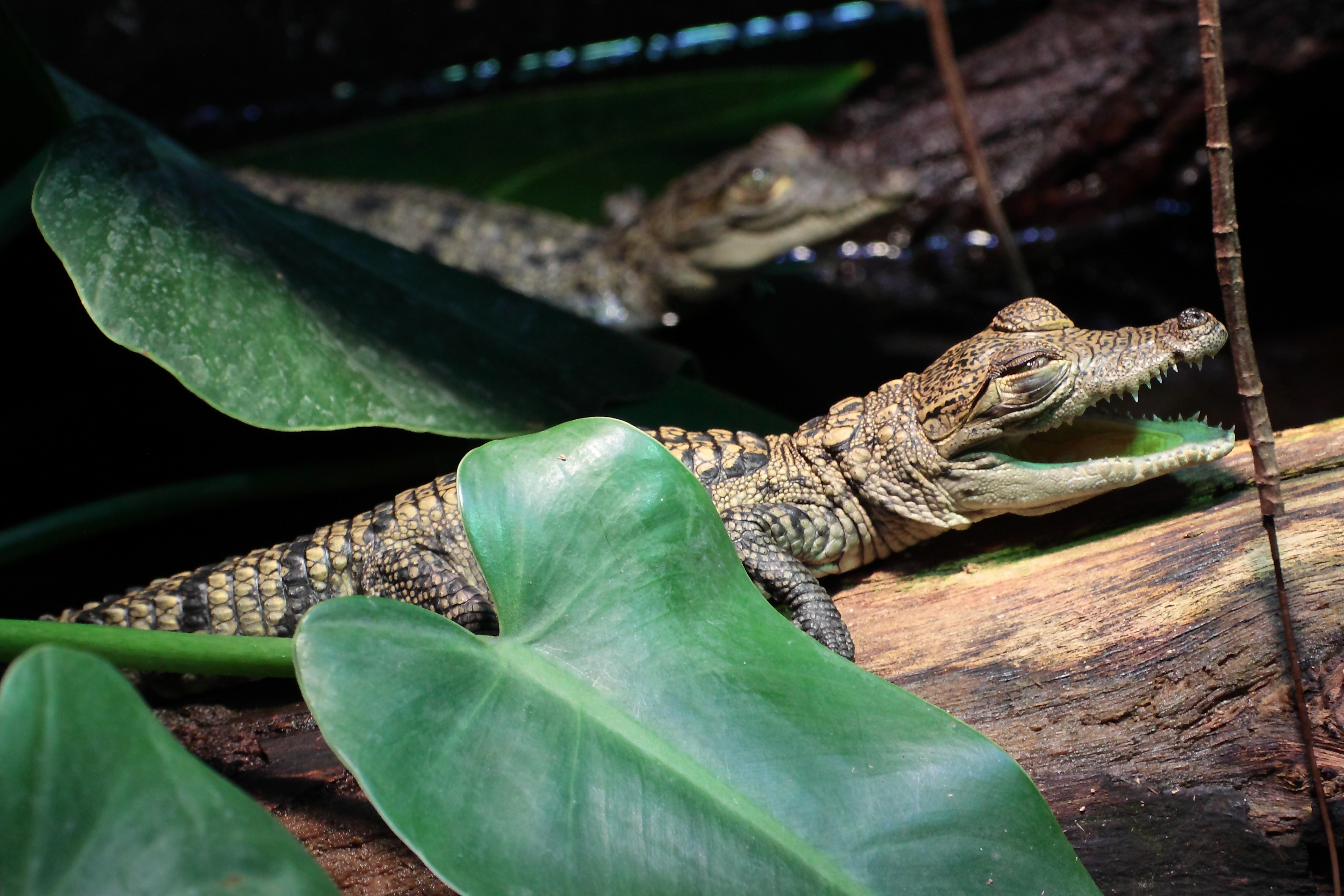
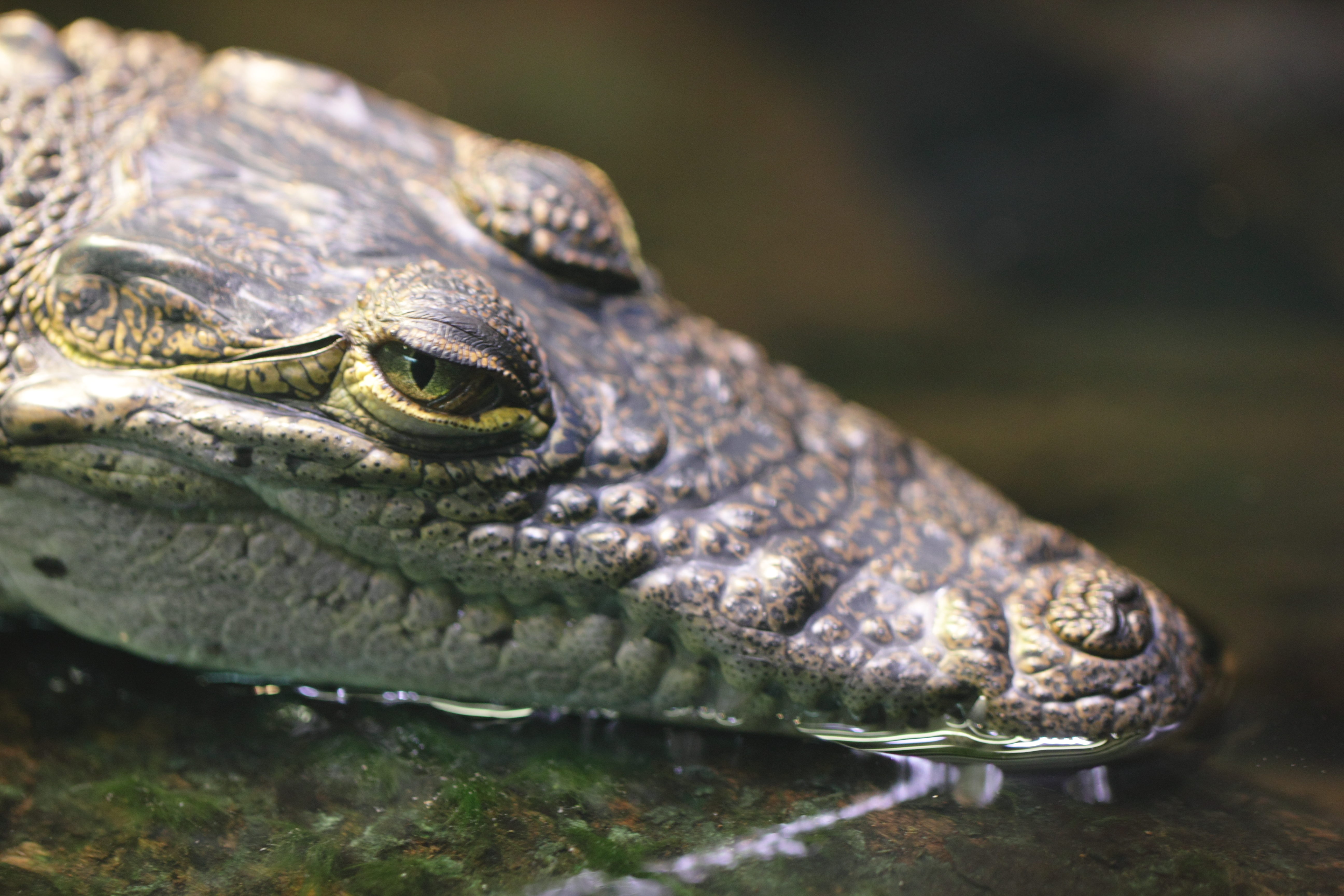
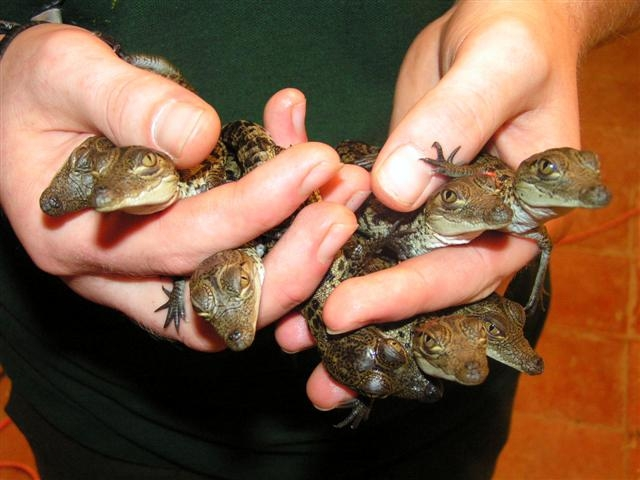